# Bibel TV
Bibel TV – pierwszy niemiecki kanał telewizyjny o tematyce biblijnej i chrześcijańskiej.
Program rozpoczął nadawanie 1 października 2002. Jego właścicielem jest Norman Rentrop. W Polsce można oglądać go za pośrednictwem Astry.